# K.K.Kity
K.K.Kity（ケー・ケー・キティー）は、日本の男性アイドルグループである。ジャニーズ事務所に所属する、ジャニーズJr.で構成される。旧名は「J-Support」（ジェイ・サポート）。2001年10月から約2年間活動した。

## メンバー
- K 小山慶一郎（こやま けいいちろう、1984年5月1日（40歳） - ）[1][2]
- K 加藤成亮（かとう しげあき、1987年7月11日（37歳） - ）[1][2]
- K 草野博紀（くさの ひろのり、1988年2月15日（37歳） - ）[2]
- i 飯田恭平（いいだ きょうへい、1987年11月18日（37歳） - ）[2]
- t 武内幸太朗（たけうち こうたろう、1986年10月2日（38歳） - ）[2]
- y 横尾渉（よこお わたる、1986年5月16日（38歳） - ）[1][2][3]

## 概要
2001年10月、バラエティ番組『ジャパン☆ウォーカー』の企画の一環として、堂本光一（KinKi Kids）プロデュースのもと、メンバーが集められ、「J-Support」を結成。「光一計画」と名付けられた同企画は、新たなユニットを作り、番組からデビューさせることを目的とし、同番組ではメンバー招集からオリジナル曲「Private Hearts」を披露するに至るまでの様子を、全17回に渡って放送した。
番組終了後、「K.K.Kity」に改名。ユニット名はメンバーのイニシャルから1文字ずつ取られた。
2003年9月、小山・加藤・草野がNEWSのメンバーに選ばれ、その後、飯田・横尾もKis-My-Ft.（のちのKis-My-Ft2）のメンバーとなり、K.K.Kityとしての活動を終えた。

## オリジナル曲
Private Hearts
JASRAC作品コード：101-0013-0。結成時に堂本光一がJ-Supportのために作った楽曲。のちにNEWSの曲として、シングル『NEWSニッポン』に収録される。NEWSの初のコンサート「A Happy "NEWS" year 2004新春」で披露され、バックダンサーとして飯田・武内・横尾が参加した映像がDVD『NEWSニッポン0304』に収録されている。また、2006年には堂本自身が「UNBREAKABLE」というタイトルでセルフカバーしている他、2012年6月発売の『NEWS BEST』初回盤Disc2『UNRELEASED BEST』に小山のソロ曲として収録されている。
千年のLove Song
JASRAC作品コード：109-9457-2。後にKis-My-Ft2が歌うようになる。